# تيلسورته (بيدفوردشير)
تيلسورته (بالإنجليزية: Tilsworth)‏ هي قرية و أبرشية مدنية تقع في المملكة المتحدة في إنجلترا. يقدر عدد سكانها بـ 360 نسمة .